# روب مونتجومري
روب مونتجومري (بالإنجليزية: Robb Montgomery)‏ هو صحفي أمريكي، ولد في 1964 في نابرفيل في الولايات المتحدة.